# Штирбешти (Валча)
Штирбешти (рум. Știrbești) насеље је у Румунији у округу Валча у општини Гиороју. Oпштина се налази на надморској висини од 214 m.

## Становништво
Према подацима из 2002. године у насељу је живело 273 становника, од којих су сви румунске националности.